# Seahaven (Washington)
Seahaven az Amerikai Egyesült Államok északnyugati részén, Washington állam Pacific megyéjében elhelyezkedő kísértetváros.
Az 1880-as években alapított Seahaven postahivatala 1890 és 1891 között működött.

## Fordítás
- Ez a szócikk részben vagy egészben  a   Seahaven, Washington című angol Wikipédia-szócikk ezen változatának fordításán alapul.  Az eredeti cikk szerkesztőit annak laptörténete sorolja fel. Ez a jelzés csupán a megfogalmazás eredetét és a szerzői jogokat jelzi, nem szolgál a cikkben szereplő információk forrásmegjelöléseként.